# Kilfläckslända
Kilfläckslända (Aeshna isosceles) är en art i insektsordningen trollsländor som tillhör familjen mosaiktrollsländor. Tidigare har den ansetts tillhöra släktet Aeshna, men numera räknas den oftast in i släktet Anaciaeschna . I litteraturen anges de båda namnen som synonymer till varandra.

## Kännetecken
Både hanen och honans kropp har brun grundfärg på kroppen och en gul kilformad fläck på främre delen av bakkroppen. Vingarna är genomskinliga med rödbrunt vingmärke. Vingbredden är upp till 95 millimeter och bakkroppens längd är 47 till 54 millimeter.

## Utbredning
Kilfläcksländan finns i stora delar av Europa, utom på Brittiska öarna och i Skandinavien, där den bara förekommer i de sydligaste trakterna. Den finns också i Nordafrika och i sydvästra Asien. I Sverige finns den främst i södra Skåne och på Gotland. Det finns också några mindre spridda populationer i Östergötland samt i Mälardalen. Den är landskapstrollslända för Gotland.

## Levnadssätt
Kilfläcksländans habitat är sjöar, gärna på kalkhaltig mark. Den flyger sällan långt från vatten. Efter parningen lägger honan äggen ensam, i flytande döda växtdelar. Utvecklingstiden från ägg till imago är två till tre år och flygtiden från slutet av maj till juni.